# Domhnall Spáinneach Mac Murchadha Caomhánach
Domhnall Spáinneach Mac Murchadha Caomhánach ou Domhnall Spainnach mac Donnchaid mac Cathoir mac Muicheartaig mac Airt Buihde MacMurrough-Kavanagh († 1632) est le dernier roi de  Leinster vers 1595 à 1603.

## Origine
Descendant de Diarmait Mac Murchada († 1171), Domhnall est l'ainé des deux fils de Donnchadh Caomhanach fils de Cathoir Carach († 1538), seigneur du sept d'Art Buihde Caomhánach († 1517), une des lignées les moins puissantes de la dynastie qui est issue du tánaiste Gearalt Caomhánach († 1431) le fils cadet de Art Mor mac Art MacMurrough Kavanagh.
Leur domaine se trouve au nord d'Enniscorthy dans les monts Blackstairs. À la mort de son père Donnchadh, Domhnall est confié aux bons soins du sénéchal de Wexford, Thomas Stukeley. Quand Stukeley quitte l'Irlande pour l'Espagne en 1568 Domhnal vient avec lui ce qui explique son surnom « Spainneach ». 
Il revient en Irlande au milieu de la décennie 1570 et devient un des chefs de son sept. Il devient aussi un allié de Fiach McHugh O'Byrne avec qui il intrigue jusqu'à la mort de celui-ci en 1597. Après la mort d'O'Byrne, il rejoint Hugh O'Neill 2e comte de Tyrone. Quand les irlandais se soumettent en 1603, Domhnall renonce à son titre de roi mais reçoit une pension et la reconnaissance de ses titres et domaines.

## Union et postérité
Domhnall épouse Elizabeth O'Byrne († en ou après 1608), puis Eleanor Kavanagh († en ou après 1633), et il a au total six enfants et comme héritier son fils :
- Sir Morgan Kavanagh († 1645).

## Sources
- (en) Cet article est partiellement ou en totalité issu de l’article de Wikipédia en anglais intitulé « Domhnall Spainneach Mac Murrough Caomhanach » (voir la liste des auteurs), édition du 14 février 2013.
- (en) T.W Moody, F.X. Martin, F.J. Byrne A New History of Ireland IX Maps, Genealogies, Lists. A companion to Irish History part II . Oxford University Press réédition 2011  (ISBN 9780199593064).
- (en) Dictionary of Irish Biography : Emmett O'Byrne MacMurrough Kavanagh, Domhnall